# Средства индивидуальной защиты органа слуха
Средства индивидуальной защиты органа слуха, СИЗОС, противошумы, антифоны, предназначены для ослабления чрезмерного воздействия промышленного шума на работника в случаях, когда более эффективные способы (уменьшение шума в источнике, средства коллективной защиты) применить невозможно; или когда они оказались недостаточно эффективны. Наиболее широко используют наушники и вкладыши. Также существуют активные средства защиты от шума. Например, они могут пропускать тихие звуки (при низком уровне шума) и ослаблять громкие. В некоторых активных средствах защиты специальное устройство создаёт акустические колебания в противофазе с внешним шумом для его ослабления. По данным Агентства по защите окружающей среды в 2009 году в США в продаже было около 403 моделей вкладышей, и вкладышей, прикреплённых к оголовью; 572 модели наушников (включая переговорные устройства с чашками, ослабляющими окружающие звуки и шумы), и 54 модели СИЗОС с активным подавлением низкочастотного шума. Из этих 1029 моделей около 156 предназначалось и для защиты от импульсного шума.
В целом, обзор публикаций на русском языке не выявил систематичных исследований влияния выдачи СИЗОС на здоровье работников. С большой вероятностью, в СССР и в РФ они не проводились. По данным обзорной публикации на западе провели три исследования влияния выдачи СИЗОС на риск ухудшения слуха. Все они показали, что никаких существенных отличий в частоте ухудшения слуха у работников, которым выдавали СИЗОС, и у тех, которые их не использовали — нет, пример. Авторы считают, что это вызвано не применением СИЗОС в условиях сильного шума, и выдачей работникам заведомо недостаточно эффективных изделий. Практика нескольких десятилетий защиты рабочих от шума в первую очередь с помощью СИЗОС показала свою несостоятельность.

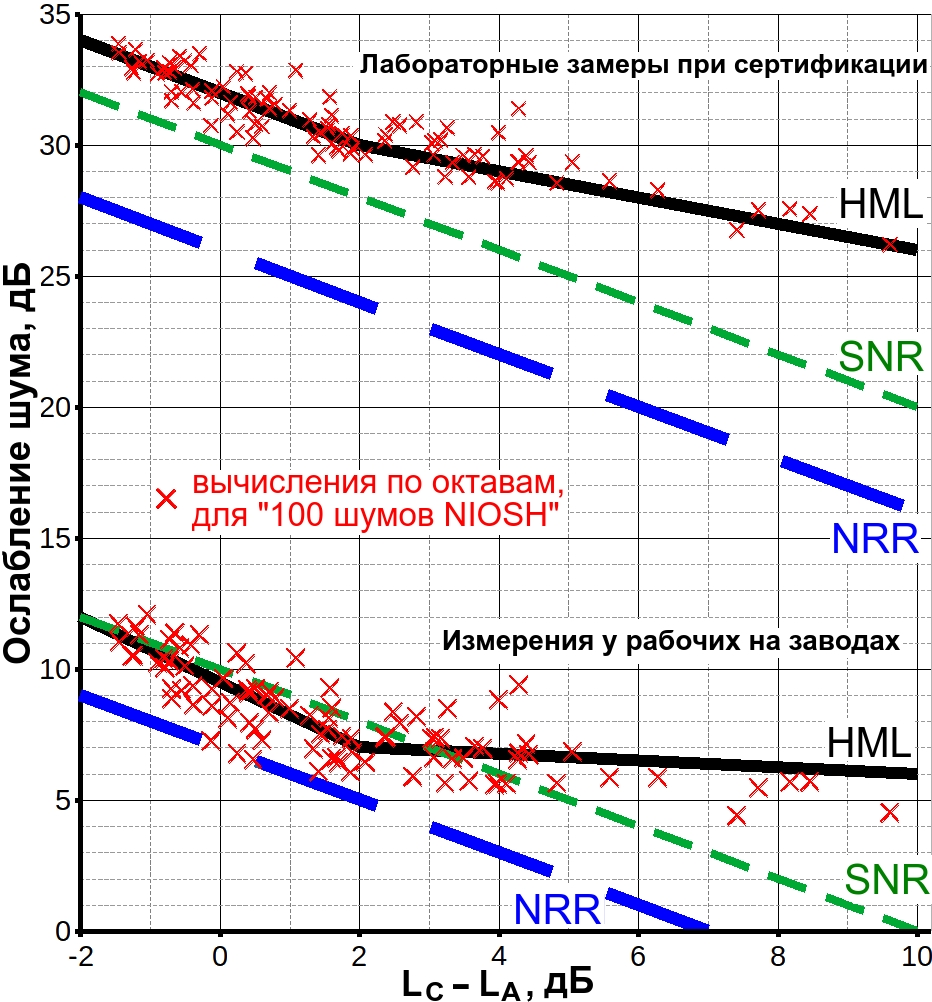
Ослабление шума вкладышами EP100 (Willson). Вверху — прогноз по результатам лабораторных испытаний, внизу — у рабочих на заводах

В то же время, при правильном выборе, своевременном использовании, и достаточном качестве, СИЗОС могут значительно уменьшить воздействие шума, снизить риск ухудшения здоровья (нейросенсорной тугоухости и других заболеваний), и защитить часть работников. Но уже в 1960-е отмечали, что результаты разовых замеров эффективности могут не соответствовать влиянию СИЗ органа слуха на сохранение здоровья работников при длительном использовании. А в стандарте Канады отмечено, что «разнообразие ослабления шума у работников при использовании СИЗОС плюс-минус 20 дб — не редкость». Департамент условий и охраны труда (US OSHA) требует от работодателей обеспечивать работников СИЗОС при превышении ПДУ, но не считает их эффективными и надёжными средствами защиты.
Специалисты считают, что в тех случаях, когда применения СИЗОС не удаётся избежать, лучше всего проверять ослабление шума у конкретной модели вкладыша при её применении конкретным работником (проводить индивидуальные замеры): при первоначальном подборе модели, при обучении работника вставлять вкладыши (или надевать и регулировать наушники), и затем периодически; а также при обнаружении ухудшения слуха. В последние годы десятки западных компаний освоили выпуск такого оборудования, оно используется всё чаще, и в ряде развитых стран планируется изменение законодательства по охране труда так, чтобы все работодатели были обязаны проводить проверки у всех сотрудников, работающих в условиях превышения предельно допустимого уровня шума.
Такие замеры (индивидуально, и у каждого рабочего) проводились на некоторых крупных предприятиях СССР уже в 1970-х, а для специальных целей — и в довоенный период.
Также эти средства защиты являются товаром, продаваемым на рынке. В РФ ведётся систематичная долгосрочная государственная поддержка для увеличения объёма продаж СИЗ.

## Виды СИЗОС

### Наушники

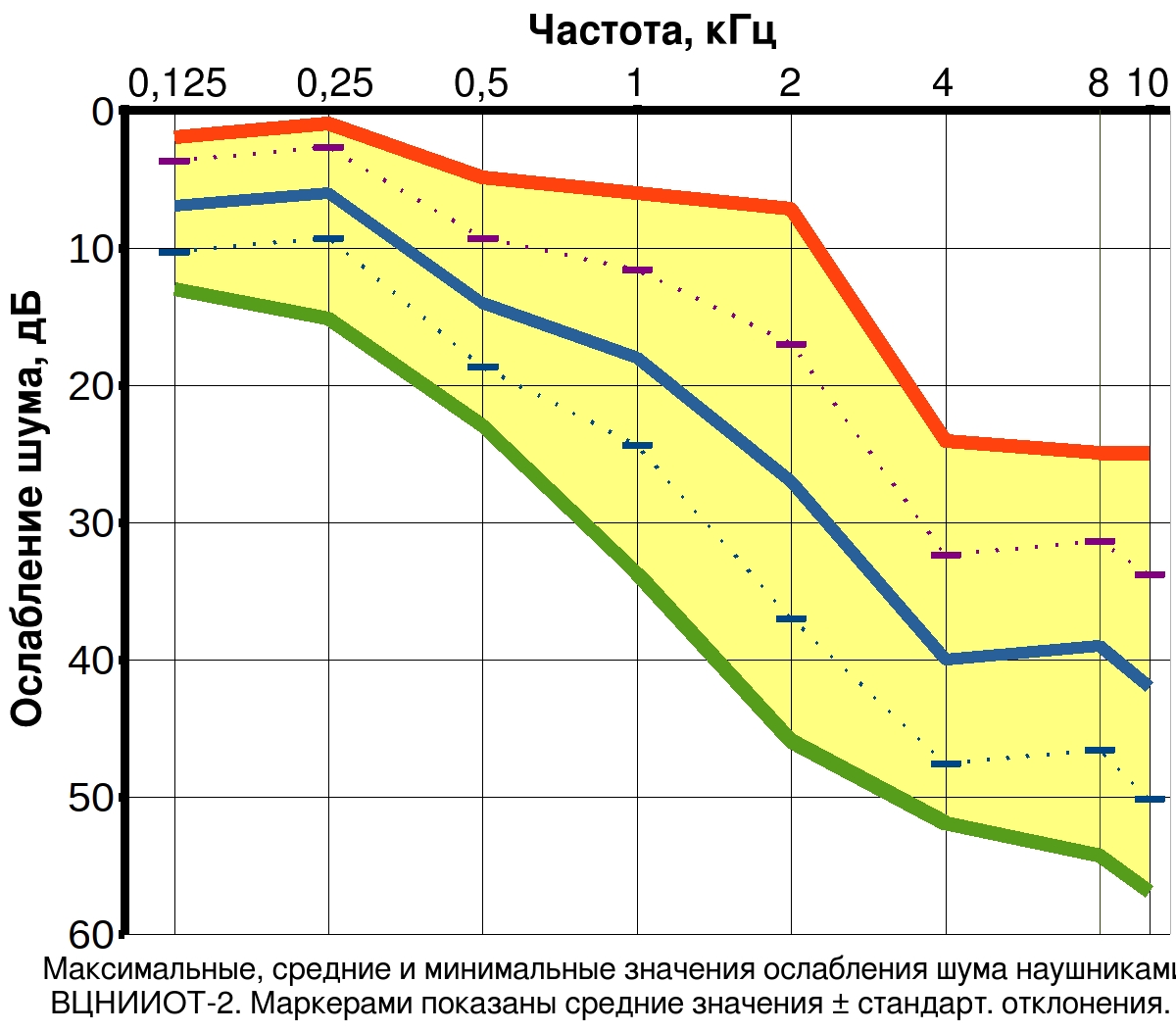
Разнообразие эффективности одной модели наушников. Минимальное, среднее и максимальное значения для разных частот у 8 испытателей, полученные в лаборатории.

Состоят из пластмассовых чашек, покрытых с внутренней стороны шумопоглощающим материалом (например поролоном). По периметру чашки находится эластичный обтюратор, который должен обеспечить плотное прилегание к голове. Чашки могут крепиться к каске с помощью регулируемых кронштейнов; или могут иметь своё собственное оголовье (в том числе такое, которое позволяет использовать их вместе с каской).

### Вкладыши
Современные вкладыши изготавливают из вспененных материалов с закрытыми порами (пенополиуретан, поливинилхлорид). При постепенном сжатии, при прокатывании их между пальцами, они уменьшаются в диаметре, и можно успеть вставить их в слуховой канал (если они медленно восстанавливают форму). Существует много разновидностей вкладышей — соединённые шнурком; из материала, схожего с резиной — с уплотнительными рёбрами; эластичные вкладыши на стержне (за который берутся при их установке в слуховой канал). В развитых странах налажен выпуск вкладышей. изготавливаемых под слуховой канал отдельного работника индивидуально.

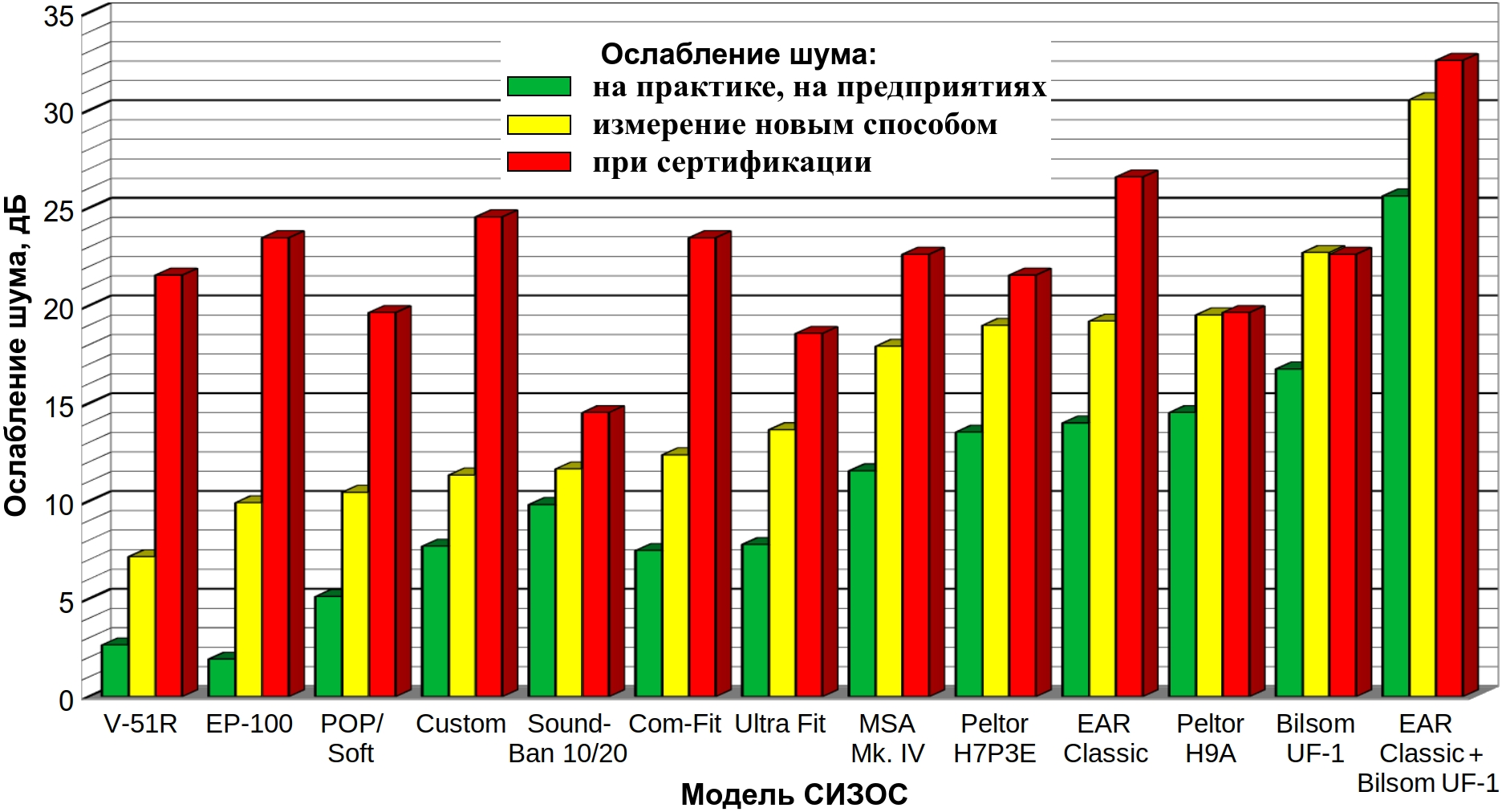
Сравнение ослабления шума при сертификационных испытаниях противошумов в лабораториях, и у рабочих

### Другие типы
Затруднения при общении, особенно когда уровень шума сильно меняется, побудили разработать СИЗОС с микрофоном (снаружи), усилителем и динамиком (внутри). При низком, безопасном уровне шума они передают звуковую информацию об окружающей среде на динамик. Это позволяет общаться, когда нет сильного шума. А при увеличении громкости шума звук на динамик не передаётся, и СИЗОС защищают от шума как обычные.
Низкочастотный шум плохо ослабляется СИЗОС: колебания воздуха приводят в движение само средство защиты, и оно становится источником колебаний воздуха с внутренней стороны, пропускает шум. Были разработаны активные СИЗОС, у которых микрофон регистрирует внешний шум, электронная часть на основе этого сигнала создаёт такой же — но в противофазе, и этот новый сигнал подаётся на динамик под СИЗОС. Эффективность таких СИЗОС несколько выше, чем пассивных.
Шумозащитные шлемы широкого применения в промышленности не нашли. Они закрывают всю голову, и уменьшают передачу шума к органу слуха в том числе через кости и ткани головы. Такие СИЗОС используют, например, при очень сильном уровне шума (~140 дБА, на авианосцах).

### Достоинства и недостатки
| Показатель                                 | Наушники                                                                                        | Вкладыши                                                                        |
| ------------------------------------------ | ----------------------------------------------------------------------------------------------- | ------------------------------------------------------------------------------- |
| Длительность использования                 | Удобны при использовании с перерывами                                                           | Удобны при непрерывном использовании                                            |
| Эффективность при своевременном применении | Мало зависит от тренировки и обучения работника                                                 | Может быть очень высокой и очень низкой, сильно зависит от навыков работника    |
| Использование с другими средствами защиты  | Очки снижают эффективность. Отчасти совместимы с респираторами, противогазами, лицевыми щитками | Нет ограничений                                                                 |
| Работа в стеснённой обстановке             | Могут мешать                                                                                    | Нет ограничений                                                                 |
| Работа при высокой температуре             | Неудобны, под чашками может накапливаться пот                                                   | У части рабочих пот может накапливаться в слуховом канале. Лучше, чем наушники. |
| Работа при низкой температуре              | Согревают уши, обтюратор может утратить эластичность                                            | Можно использовать под шапкой, плохо вставлять в перчатках                      |

## Эффективность
Основными причинами низкой эффективности СИЗОС является их не применение в условиях чрезмерного шума; и выдача части работников заведомо недостаточно эффективных моделей (например, не соответствующих их анатомическим особенностям, форме и размеру слухового канала, форме головы около ушей).

### Не использование СИЗОС
По данным обзорной работы доля времени, в течение которой работники используют СИЗОС при чрезмерном воздействии шума, может быть очень разной: от 3 % (Таиланд) до 92 % (Сингапур), и в среднем 15 % среди строителей в США.
Причины не применения — самые разные:
— Ослабление звуков, предупреждающие об опасности (шум породы, сигналы);
— Боль, возникающая при сдавливании тканей слухового канала при установке вкладышей;
— Давление на кости черепа, ушные раковины (наушники);
— Потливость и раздражение кожи ушных раковин и наружного слухового канала;
— Головные боли при длительном использовании;
— Головокружение, тошнота, ухудшение ориентации;
— Помехи при общении, необходимом для работы;
— Снижение возможности слышать необходимый шум оборудования (для выполнения работы).
В исследовании, проводившемся на металлургическом заводе изучали специальные вкладыши с индивидуально подобранным акустическим фильтром. Сначала с помощью шумовых дозиметров измеряли фактическое воздействие шума на каждого участника исследования — индивидуально. Затем изготавливали вкладыш со вставкой, пропускавшей окружающие звуки с контролируемым ослаблением громкости. В результате воздействие шума на работников при использовании вкладышей редко превышало ПДУ, и в то же время нечасто было слишком большим — рабочие могли использовать СИЗОС и слышать окружающие звуки. Во время наблюдений (8 раз, с апреля 2004 по январь 2005 г.) вкладыши не использовали в 63-80 % случаев; всего в 405 из 558 случаев.
Даже кратковременное не использование СИЗОС резко снижает их эффективность: для оценки уровня шума и его дозы используют логарифмическую шкалу. Изменение уровня шума на 3 дБ соответствует двукратному изменению дозы, как при изменении продолжительности воздействия вдвое. На графике ниже показано, как длительность не применения СИЗОС влияет на их среднюю (за период работы) эффективность. Для примера взяты две модели наушников, которые (при своевременном использовании) могут ослабить шум на 25 и на 12 дБ; длительность работы в шумном месте 4 часа.

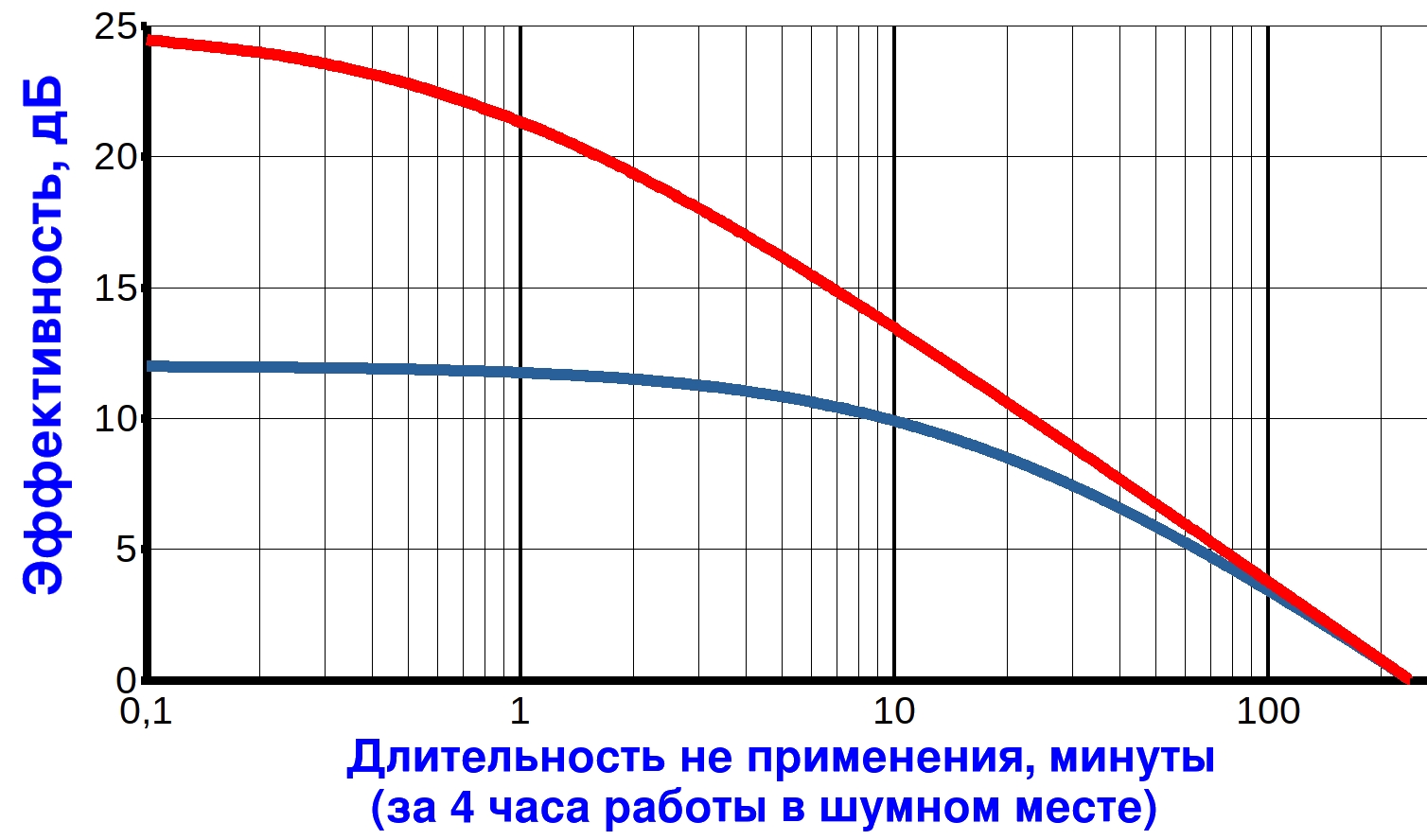
Влияние не использования на эффективность СИЗОС

Не использование СИЗОС в течение 100 секунд снизит эффективность наушников с 25 до 20 дБ; 7 минут — до 15 дБ. А если наушники с эффективностью 25 дБ не используют 15 минут, то результат будет тот же, что и при своевременном применении наушников, снижающих воздействие шума на 12 дБ… . Западные специалисты рекомендуют выбирать СИЗОС так, чтобы в первую очередь учитывать их удобность, возможность их использования при выполнении работы. Для этого в США работодателя обязывают «предоставлять работнику возможность выбрать более подходящую модель из нескольких»
 (минимум 4 разных модели; в том числе две модели вкладышей и одна модель наушников). В РФ такого требования нет, но зато усилиями лоббистов (Ассоциация СИЗ), связанных с Минтрудом, добились того, что выдача СИЗОС приравнивается к улучшению условий труда; и что СИЗ можно закупать за счёт отчислений в Фонд социального страхования (даже если они заведомо неэффективные, и не соответствуют условиям труда по защитным свойствам).

### Ослабление шума при своевременном применении на рабочих местах

Замер фактической эффективности (PAR), метод MIRE (микрофон в ухе).

При сертификации способность СИЗОС ослаблять шум измеряется в лабораторных условиях, результат приводится в сертификате и наносится на упаковку. Поставщики в РФ советуют использовать этот результат для прогнозирования эффективности на рабочем месте.
Начиная с 1970-х, в развитых странах стали проводить замеры эффективности СИЗОС и на рабочих местах. Например, не предупреждая заранее, работника просили пройти с рабочего места (не поправляя СИЗОС по дороге) в мобильную звукоизолированную камеру. Там они надевали шумоизолирующие наушники с динамиком внутри. Через динамик транслировались звуки разной частоты, и определяли, при какой громкости работник начинает их слышать. Затем он снимал СИЗОС, и замеры повторяли. Сравнение показывало, как СИЗОС ослабляет звуки разных частот на практике. Например, результаты одного из первых исследований в этой области, проведённого Национальным институтом охраны труда показали настолько маленькое и нестабильное ослабление шума, что была проведена дополнительная специальная проверка правильности метода измерений и качества замеров. Мобильную измерительную установку отвезли на авиабазу, и провели замеры ослабления шума при одинаковом положении вкладышей и в мобильной установке, и в авиакосмической медицинской исследовательской лаборатории. Идентичные результаты подтвердили, что причина — не в ошибках при замерах, а в том, что ослабление шума на рабочих местах совершенно не похоже на получаемое в лабораторных условиях (и наносимое на упаковку — для «помощи» потребителю при выборе СИЗОС…). В 1981 г. NIOSH провёл второе исследование (суммарно, замеры проведены на 15 разных заводах, у 420 работников, использовавших вкладыши 8 разных конструкций; выполнено примерно по 5 замеров у каждого из работников в течение 1 недели). Подводя итоги, авторы отметили, что «у примерно 10 % работников, использующих вкладыши, ослабление воздействия шума составляет 3 дБ … , а у 10 % работников, использующих вкладыши из эластичного материала (не пористого) … оно близко к нулю.».

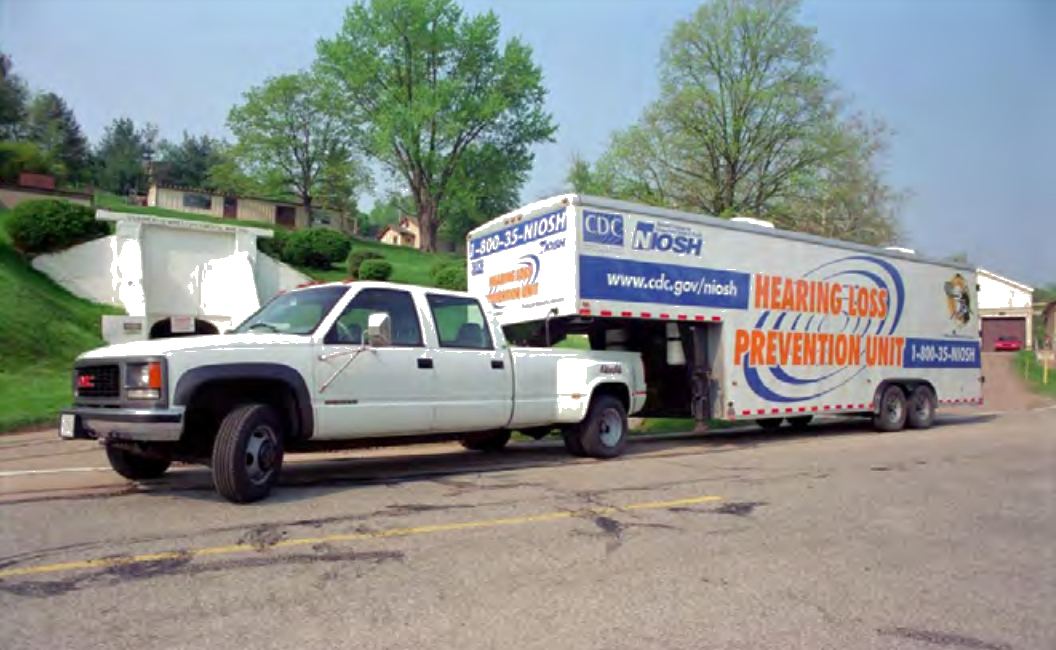
Пример мобильной лаборатории NIOSH для измерения порогов восприятия звуков

Аналогичные результаты были получены и при проведении двух десятков других независимых научных исследований (за 1974—1996 гг.); а Национальный институт охраны труда разработал улучшенную мобильную измерительную систему для замеров ослабления шума у работников на предприятиях.
Затем появились миниатюрные микрофоны, устанавливаемые под наушники в слуховой канал; и микрофоны, измеряющие колебания между вкладышем и барабанной перепонкой через трубку (проходящую сквозь вкладыш, сам микрофон находится снаружи). Аналогичные исследования в СССР и в РФ проводили очень редко, и их результаты, в целом, не привлекали сильного внимания. Например, в показано, что эффективность наушников Суксунского оптико-механического завода СОМ3-1 «Ягуар» на рабочих местах ниже, чем полученная при сертификации в лаборатории.
Десятки исследований показали, что у разных работников, использующих одни и те же модели СИЗОС в одинаковых условиях, эффективность может быть очень разнообразна (особенно у вкладышей, пример на рисунке ниже), и в целом она значительно ниже, чем получаемая при лабораторных замерах. Например, замеры на рабочих местах показали, что эффективность правого и левого наушников может отличаться более чем на 20 дБ.

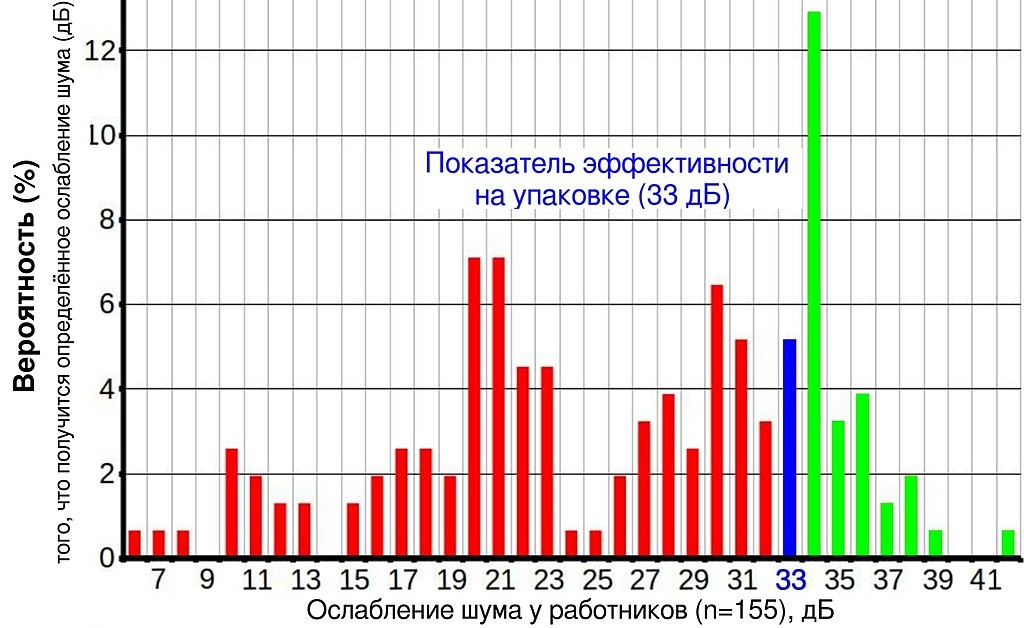
Реальная эффективность одной и той же модели вкладышей. Источник.

Поэтому в развитых странах сначала начали предлагать использовать результаты лабораторных измерений для прогнозирования реальной эффективности — с корректирующими поправками. Например, для оценки соответствия эффективности уровню шума в первом приближении, в США уменьшали показатель эффективности, полученный в лабораторных условиях, минимум вдвое. Специалисты Национального института охраны труда предложили другие поправки, разные для разных типов СИЗОС. Российские специалисты по профессиональным заболеваниям из НИИ медицины труда им. Н. Ф. Измерова (РАН), отметив низкую реальную эффективность СИЗОС, также предложили корректировать лабораторную эффективность при прогнозировании реальной.
Но такой подход не учитывает то, что эффективность одной и той же модели СИЗОС при использовании в одинаковых условиях у разных работников сильно отличается. Поэтому в развитых странах всё шире используют системы производственного контроля эффективности СИЗОС (field attenuation estimation systems, FAES). Ответственные работодатели, дав возможность работнику выбрать подходящую, удобную модель СИЗОС, затем измеряют её эффективность у конкретного работника (пример). Это позволяет учесть его индивидуальные анатомические особенности, совершенство навыков установки вкладышей (или надевания наушников), и особенности выбранной модели — по конечному результату. За последние несколько лет все специалисты по охране труда, награждённые за успешную защиту своих работников от шума (в США), использовали такое оборудование.
Высокая стоимость такого оборудования (например, 1 — 3 тыс.долларов США) и то, что высокое качество нечастых замеров теряет смысл при нестабильности измеряемой величины (рабочий каждый раз вставляет вкладыш по-новому), побудили разработать более дешёвое, хотя и менее точное оборудование. В NIOSH разработали программу (доступна онлайн бесплатно) и прибор, издающие два вида звуков, отличающихся лишь по громкости (на 15 дБ). Работник включает тихий звук, и регулирует громкость так, чтобы он был еле слышен. Затем, не меняя громкость, он устанавливает вкладыш и включает более громкий звук. Если он не слышен — эффективность не ниже 15 дБ (на большинстве рабочих мест превышение предельно допустимого уровня меньше, чем 15 дБ). В Канаде разработали программу для смартфона. Она периодически издаёт звуки, каждый раз с громкостью на 5 дБ выше. Рабочий считает, сколько раз он слышал звуки — без СИЗОС, и с СИЗОС. Разница, умноженная на 5 дБ, даёт примерную оценку эффективности. Получены обнадёживающие результаты, работа пока не завершена.
| Метод                                                             | Измерение уровней звука микрофоном в ухе (MIRE) | Измерение уровней звука микрофоном в ухе (MIRE) | Аудиометрический метод (с аудиометром)                                                   | Аудиометрический метод (с аудиометром)                                                   | Метод аудиометрических измерений (прибором-аналогом аудиометра)                          | Метод аудиометрических измерений (прибором-аналогом аудиометра)                          | Регулирование (уравновешивание) громкости | Определение акустического проникания         | Обнаружение просачивания воздуха                                     |
| Подвид метода                                                     | С наушниками                                    | С громкоговорителем                             | С наушниками                                                                             | С громкоговорителем                                                                      | С наушниками                                                                             | С громкоговорителем                                                                      | Регулирование (уравновешивание) громкости | Определение акустического проникания         | Обнаружение просачивания воздуха                                     |
| ----------------------------------------------------------------- | ----------------------------------------------- | ----------------------------------------------- | ---------------------------------------------------------------------------------------- | ---------------------------------------------------------------------------------------- | ---------------------------------------------------------------------------------------- | ---------------------------------------------------------------------------------------- | ----------------------------------------- | -------------------------------------------- | -------------------------------------------------------------------- |
| Принцип                                                           | Измерение различия звуковых давлений            | Измерение различия звуковых давлений            | Измерение различий порогов восприятия звуков                                             | Измерение различий порогов восприятия звуков                                             | Измерение различий порогов восприятия звуков                                             | Измерение различий порогов восприятия звуков                                             | Уравновешивание громкости                 | Определение проникания низкочастотных звуков | Измерение максимального перепада давления, или скорости его убывания |
| Зависимость от работника                                          | объективный                                     | объективный                                     | субъективный                                                                             | субъективный                                                                             | субъективный                                                                             | субъективный                                                                             | субъективный                              | объективный                                  | объективный                                                          |
| Тестовые сигналы                                                  | Широкополосный шум                              | Широкополосный шум                              | Тональные или узкополосные звуки                                                         | Узкополосные звуки                                                                       | Тональные или узкополосные звуки                                                         | Узкополосные звуки                                                                       | Тональные или узкополосные звуки          | Низкочастотные тональные звуки               | Не используются                                                      |
| Звуковое поле                                                     | Наушники                                        | Свободное поле                                  | Наушники                                                                                 | Диффузное и квази-диффузное                                                              | Наушники                                                                                 | Диффузное и квази-диффузное                                                              | Наушники                                  | 80 дБА                                       | Нет ограничений                                                      |
| Максимально допустимый фоновый шум                                | 70 дБА                                          | 70 дБА                                          | 40 дБА                                                                                   | 25 дБА                                                                                   | 40 дБА                                                                                   | 25 дБА                                                                                   | 70 дБА                                    | Не применимо                                 | Не применимо                                                         |
| Частоты тестовых сигналов                                         | 0,125÷8 кГц                                     | 0,125÷8 кГц                                     | 0,125÷8 кГц, или часть частот                                                            | 0,125÷8 кГц, или часть частот                                                            | Одна или несколько частот из диапазона 0,125÷8 кГц                                       | Одна или несколько частот из диапазона 0,125÷8 кГц                                       | 0,125÷8 кГц                               | Не применимо                                 | Не применимо                                                         |
| Затраты времени                                                   | 5 минут                                         | 5 минут                                         | 5÷20 минут                                                                               | 5÷10 минут                                                                               | 5÷15 минут                                                                               | 5÷10 минут                                                                               | 5÷15 минут                                | 5 минут                                      | 5 минут                                                              |
| Пригодность для выбора СИЗОС для известных условий труда          | +                                               | +                                               | +                                                                                        | +                                                                                        | +                                                                                        | +                                                                                        | —                                         | +                                            | +                                                                    |
| Обучение рабочих применению СИЗОС                                 | +                                               | +                                               | +                                                                                        | +                                                                                        | +                                                                                        | +                                                                                        | +                                         | +                                            | +                                                                    |
| Проверка качества индивидуально изготовленных вкладышей           | +                                               | +                                               | +                                                                                        | +                                                                                        | +                                                                                        | +                                                                                        | +                                         | +                                            | +                                                                    |
| Необходимо ли обучать работника для использования метода проверки | —                                               | —                                               | +                                                                                        | +                                                                                        | +                                                                                        | +                                                                                        | +                                         | —                                            | —                                                                    |
| Может ли метод использоваться, если у рабочего ухудшенный слух    | +                                               | +                                               | + (С учётом обстоятельств: степень ухудшения слуха, количество частот тестовых сигналов) | + (С учётом обстоятельств: степень ухудшения слуха, количество частот тестовых сигналов) | + (С учётом обстоятельств: степень ухудшения слуха, количество частот тестовых сигналов) | + (С учётом обстоятельств: степень ухудшения слуха, количество частот тестовых сигналов) | —                                         | +                                            | +                                                                    |
| Можно ли проверять наушники и вкладыши на дужке                   | —                                               | +                                               | —                                                                                        | +                                                                                        | —                                                                                        | +                                                                                        | —                                         | —                                            | —                                                                    |

Выдача работникам в РФ таких моделей СИЗОС, которые при продолжительном использовании могут вызывать даже не дискомфорт, а боль; которые могут совершенно не соответствовать условиям труда по защитным свойствам (в РФ не только не разрабатывают системы производственного контроля эффективности СИЗОС, и не используют импортные, но даже не корректируют лабораторную эффективность при прогнозировании реальной); отсутствие обучения специалистов по охране и гигиене труда выбору СИЗОС, отсутствие обучения работников их правильному использованию — ещё больше стимулирует последних не использовать СИЗОС вовремя.
В целом, предотвратить ухудшение слуха за счёт выдачи работникам СИЗОС удаётся нечасто.
Использование результатов измерений ослабления шума, полученного в лабораторных условиях (при сертификации) показало чрезмерный уровень защиты работников в большинстве случаев. А замеры фактического воздействия шума на орган слуха тех рабочих, которые применяли наушники (с помощью маленьких микрофонов) показало, что при уровне шума более 90 дБА значительная часть людей подвергается чрезмерно сильному воздействию шума. Авторы пришли к выводу, согласующемуся с мнением западных специалистов: оценка защиты от шума по паспортным данным СИЗОС недопустима. Часть работников отмечает, что выдаваемые им СИЗОС не обеспечивают требуемый уровень защиты, а очень нечасто выполняемые инструментальные замеры объективно подтверждают это.

## Мнение специалистов
Возможными причинами неудач при попытке сберечь слух работающих в шумных условиях (программы защиты от шума) могут быть, в том числе:
1. Принятие решений на основе не достоверной информации,
2. Низкое качество (или отсутствие) обучения использованию СИЗОС, включая установку вкладышей, надевание наушников и их регулировку,
3. Ошибки при выборе СИЗОС,
4. Использование результатов сертификационных лабораторных испытаний при прогнозировании степени защиты работников от шума,
5. Отсутствие индивидуального подбора СИЗОС и индивидуального обучения их правильному использованию[47].

## Общий результат
Шум вызывает не только ухудшение слуха, но и другие расстройства (сердечно-сосудистой системы, нервной системы и др.), снижает иммунитет, повышает риск развития не профессиональных заболеваний. Для защиты от него необходимо в максимальной степени использовать технические средства и организационные мероприятия.
Если этого недостаточно, необходимо обеспечивать работников СИЗОС, с учётом лучшего западного опыта:
- давать возможность выбрать подходящую модель из нескольких;
- обучать правильному использованию, и проверять ослабление шума у каждого работника индивидуально;
- при непостоянном шума и необходимости получать звуковую информацию об окружающей среде — рассмотреть возможность использовать СИЗОС, ослабляющих только громкие звуки;
- при шуме свыше 100—105 дБА, с точки зрения защиты от шума, необходимо использовать наушники и вкладыши одновременно.

Однако изучение частоты развития нейросенсорной угоухости (с помощью анализа большой базы данных, содержащей результаты аудиологических проверок органа слуха у работников) не выявило статистически значимого снижения риска у тех. кто использовал СИЗОС.

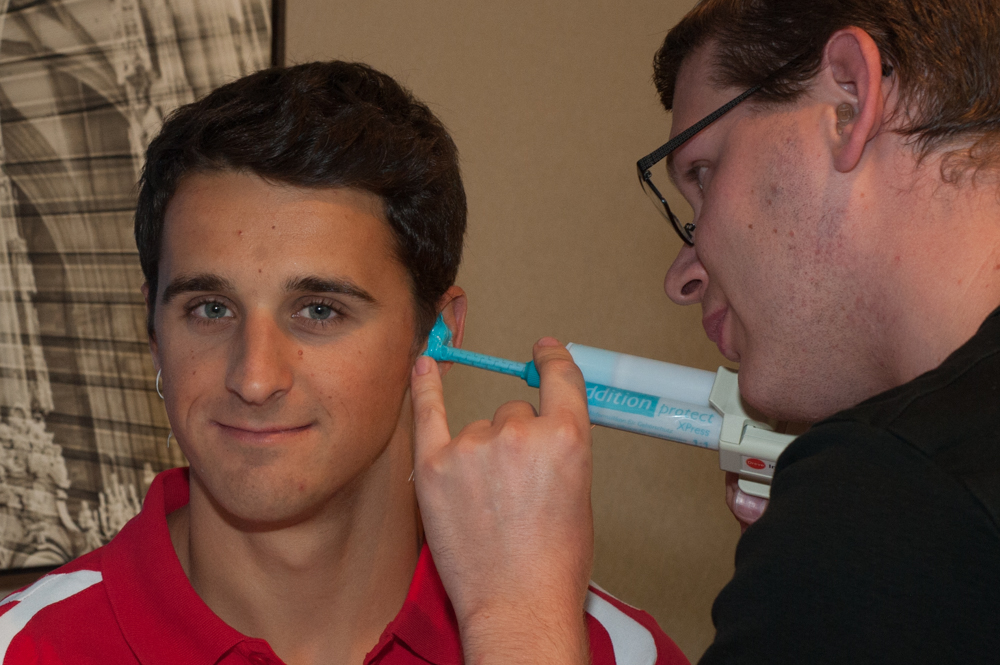
Изготовление вкладыша под конкретный слуховой канал
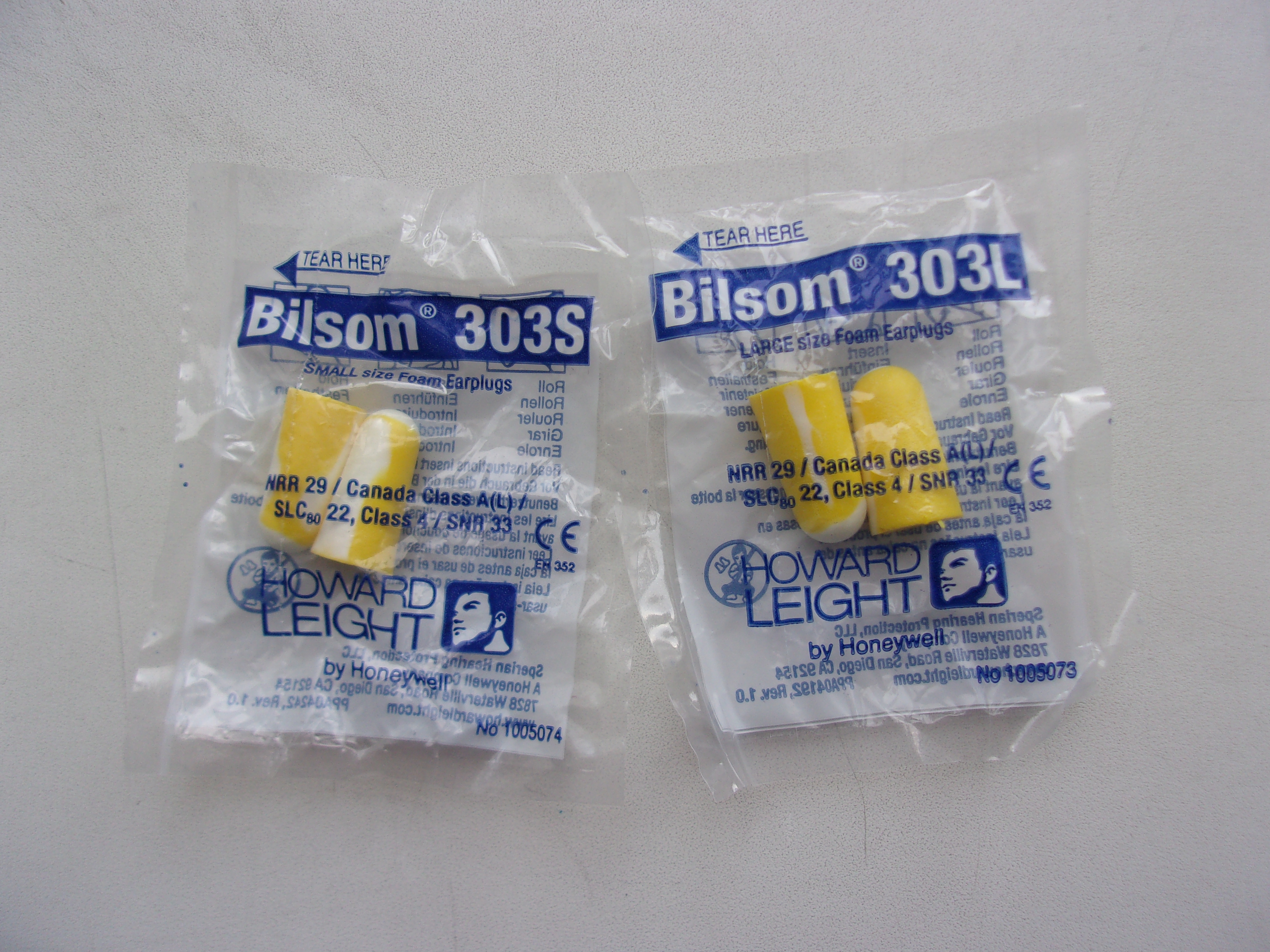
Вкладыши Bilsom 303 2 размеров
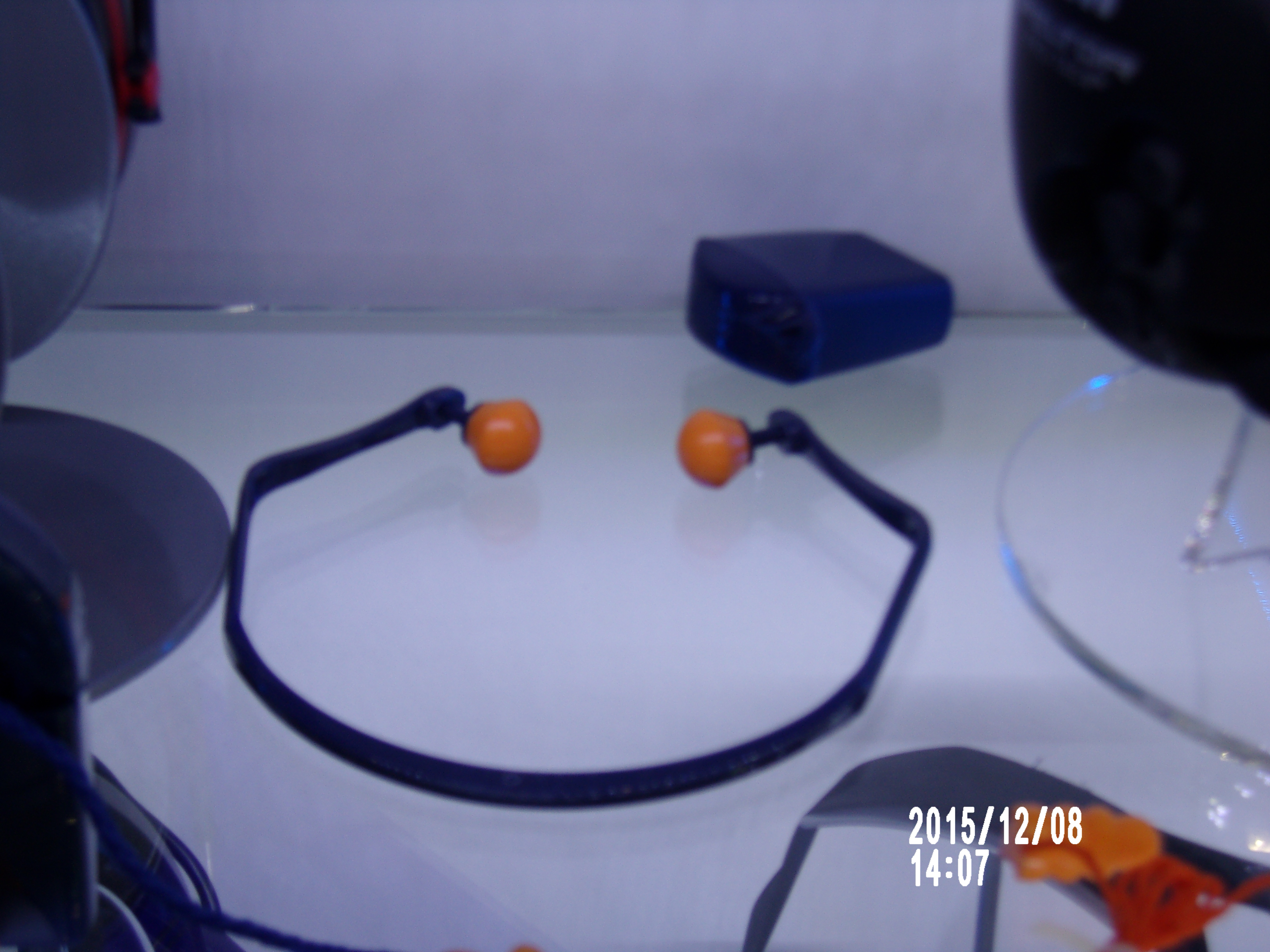
Вкладыши на дужке
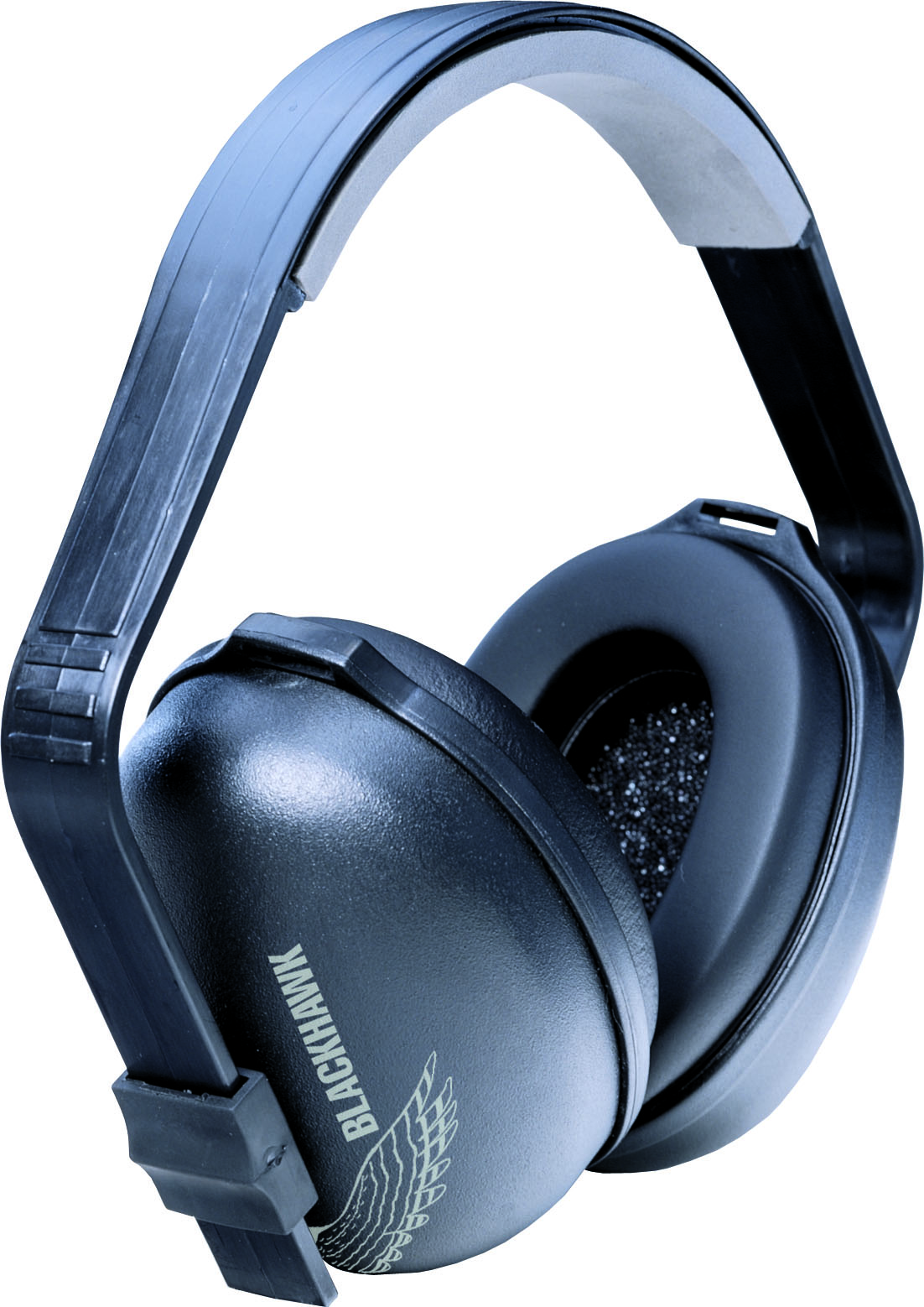
Наушники
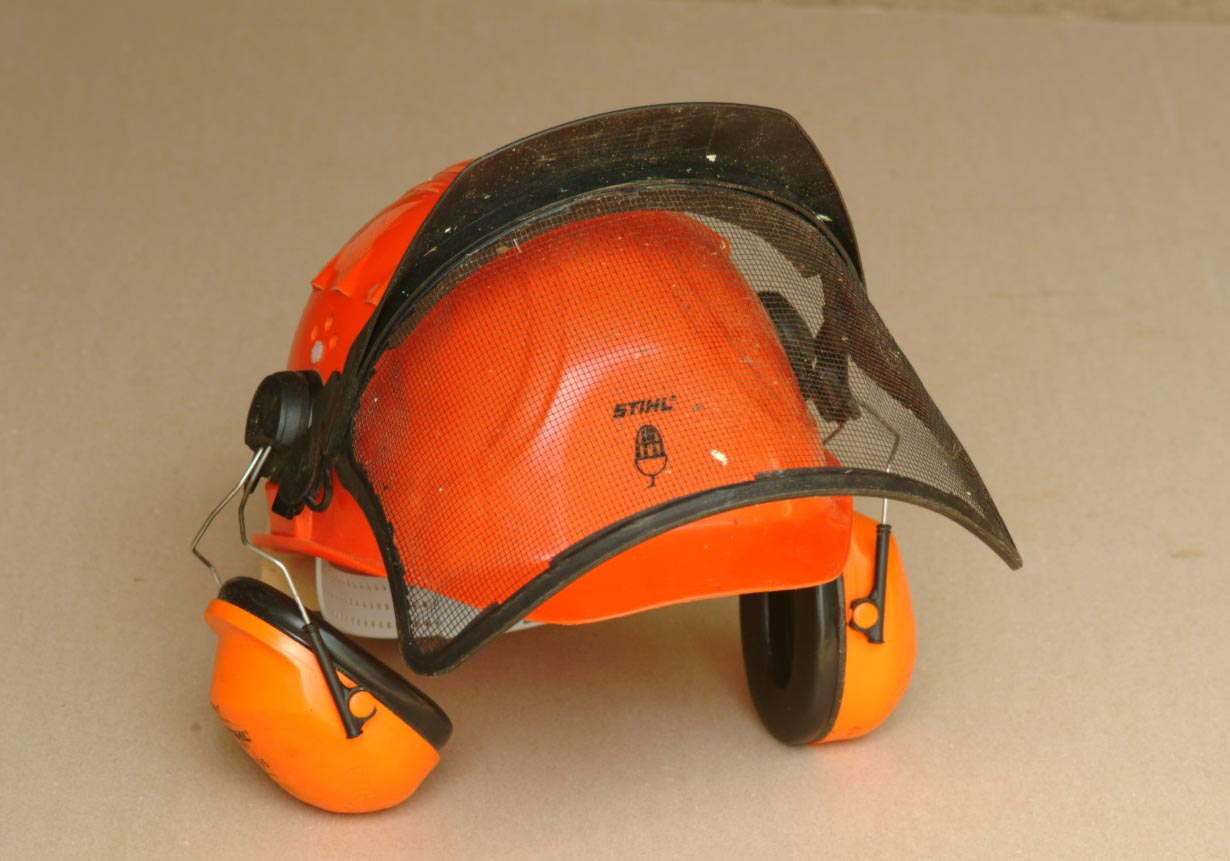
Наушники на каске
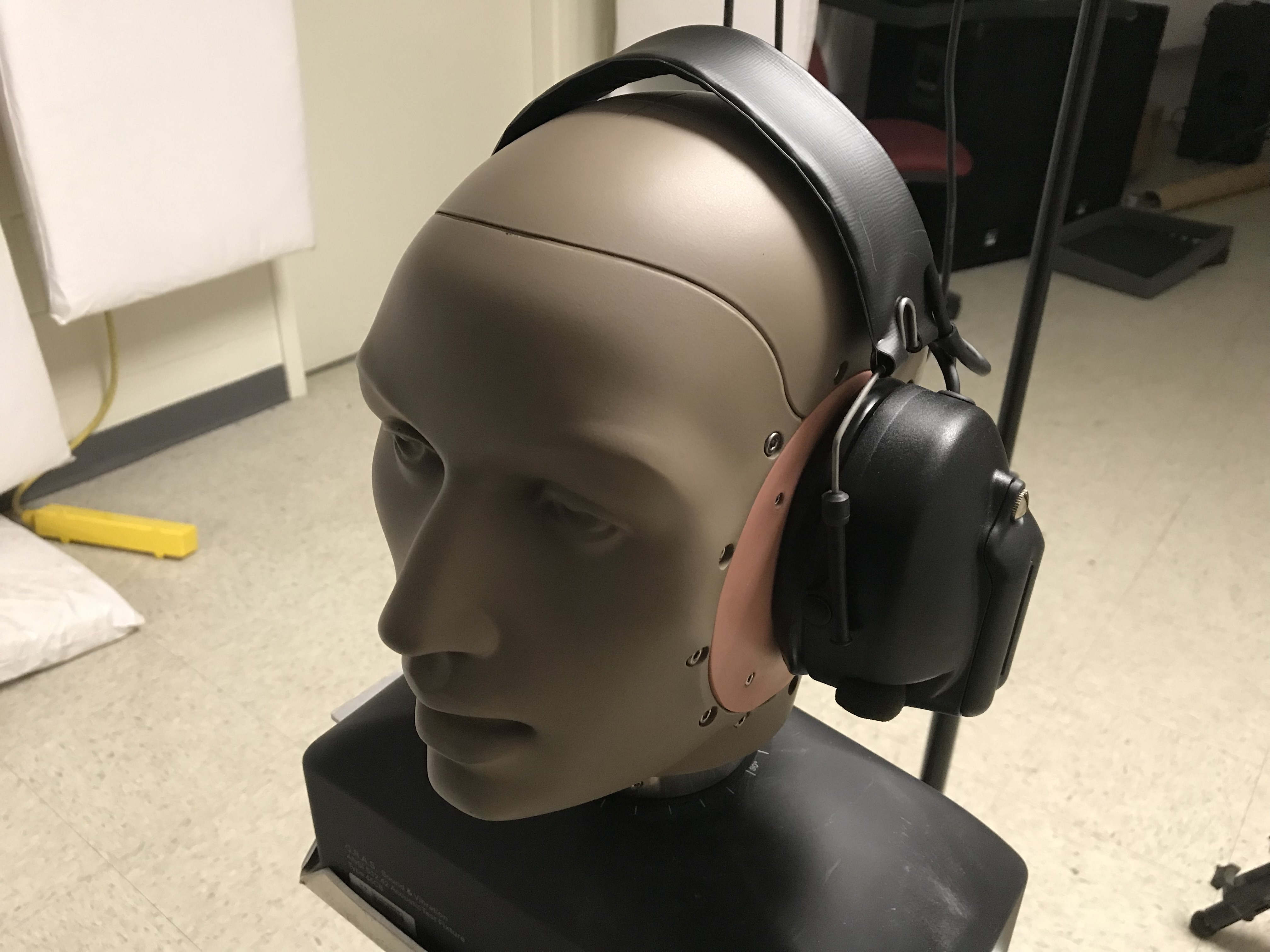
Стенд для испытаний (NIOSH)
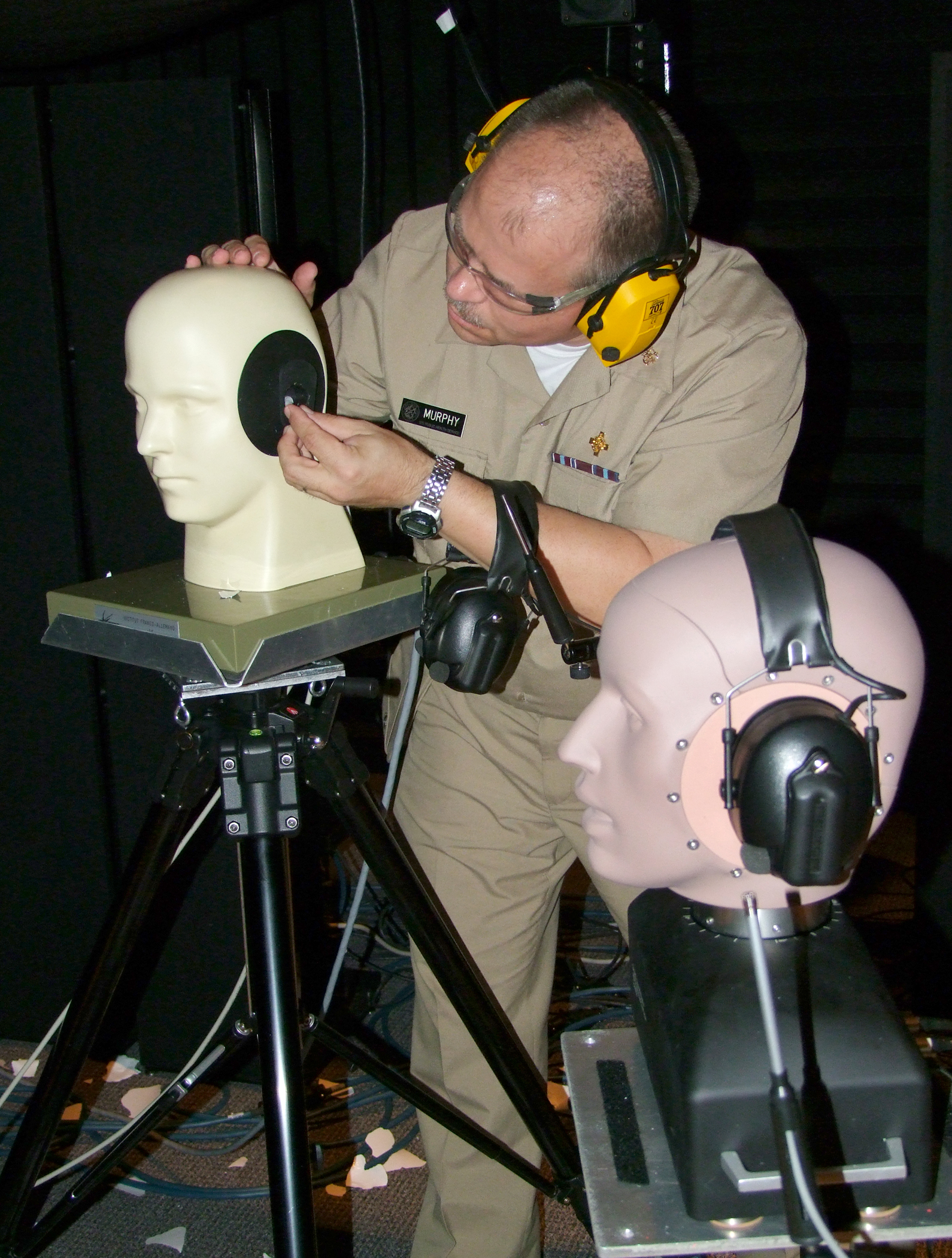
Испытания наушников
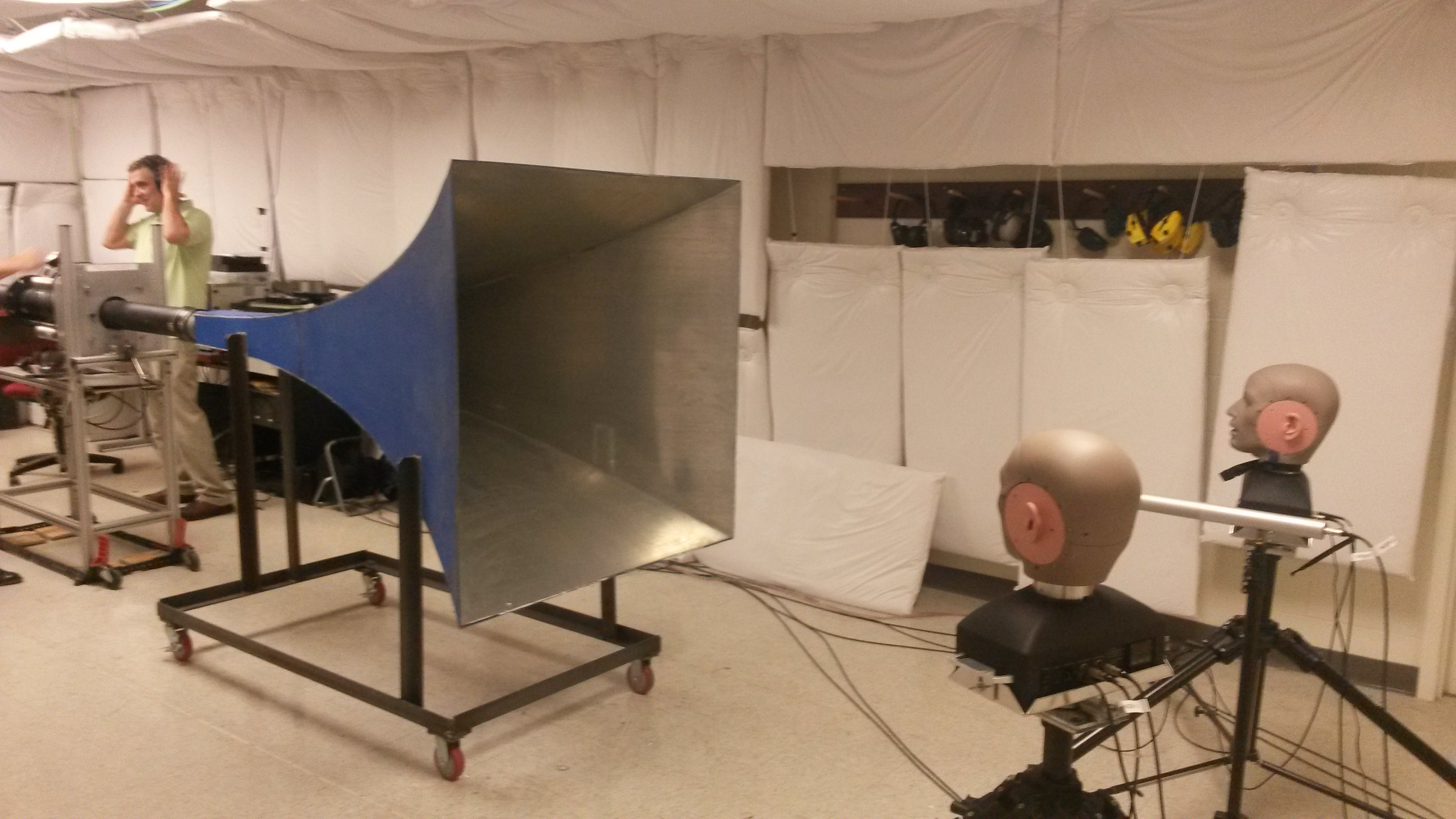
Замеры эффективности при импульсном шуме
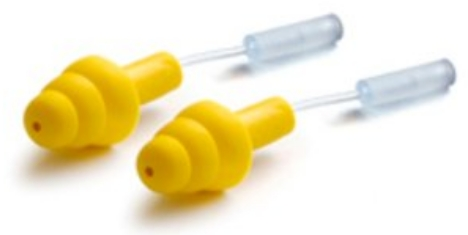
Вкладыш с зондом для замера ослабления шума
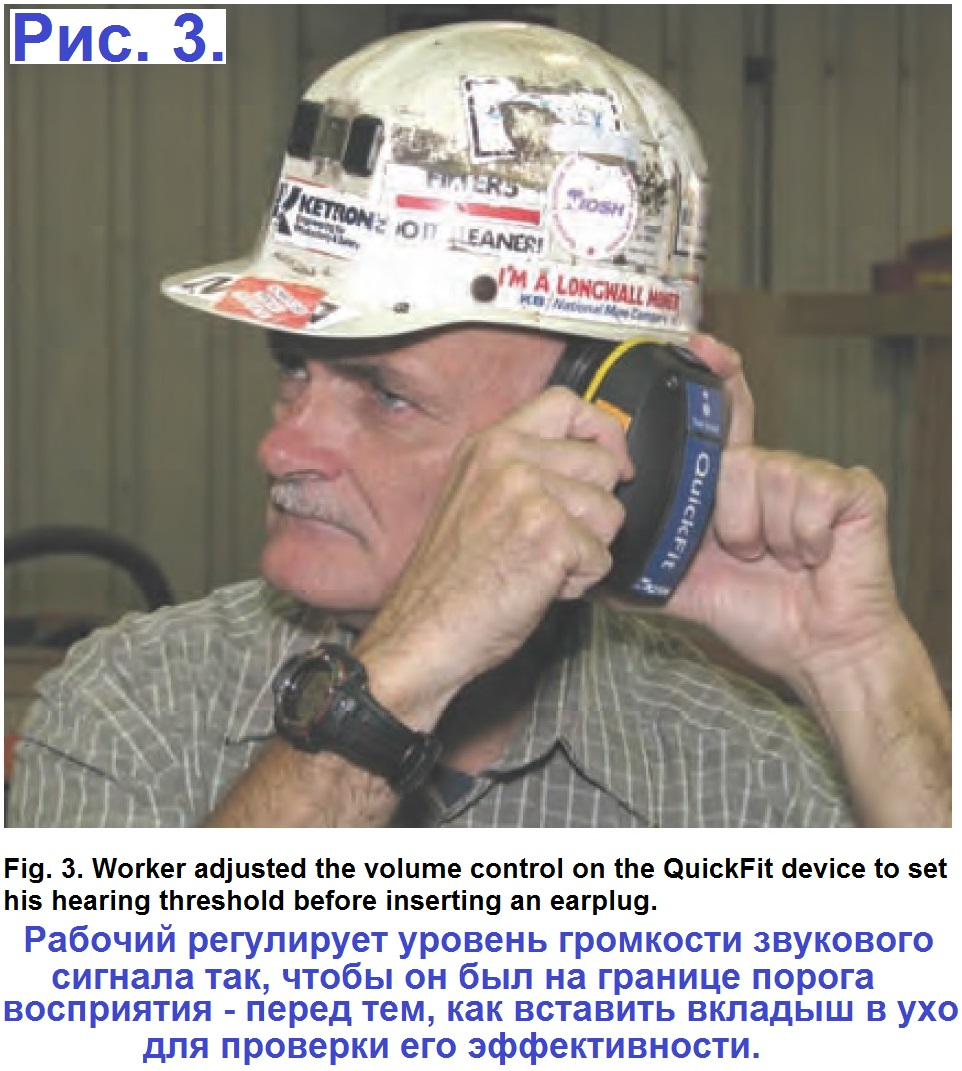
устройство для проверки эффективности вкладышей
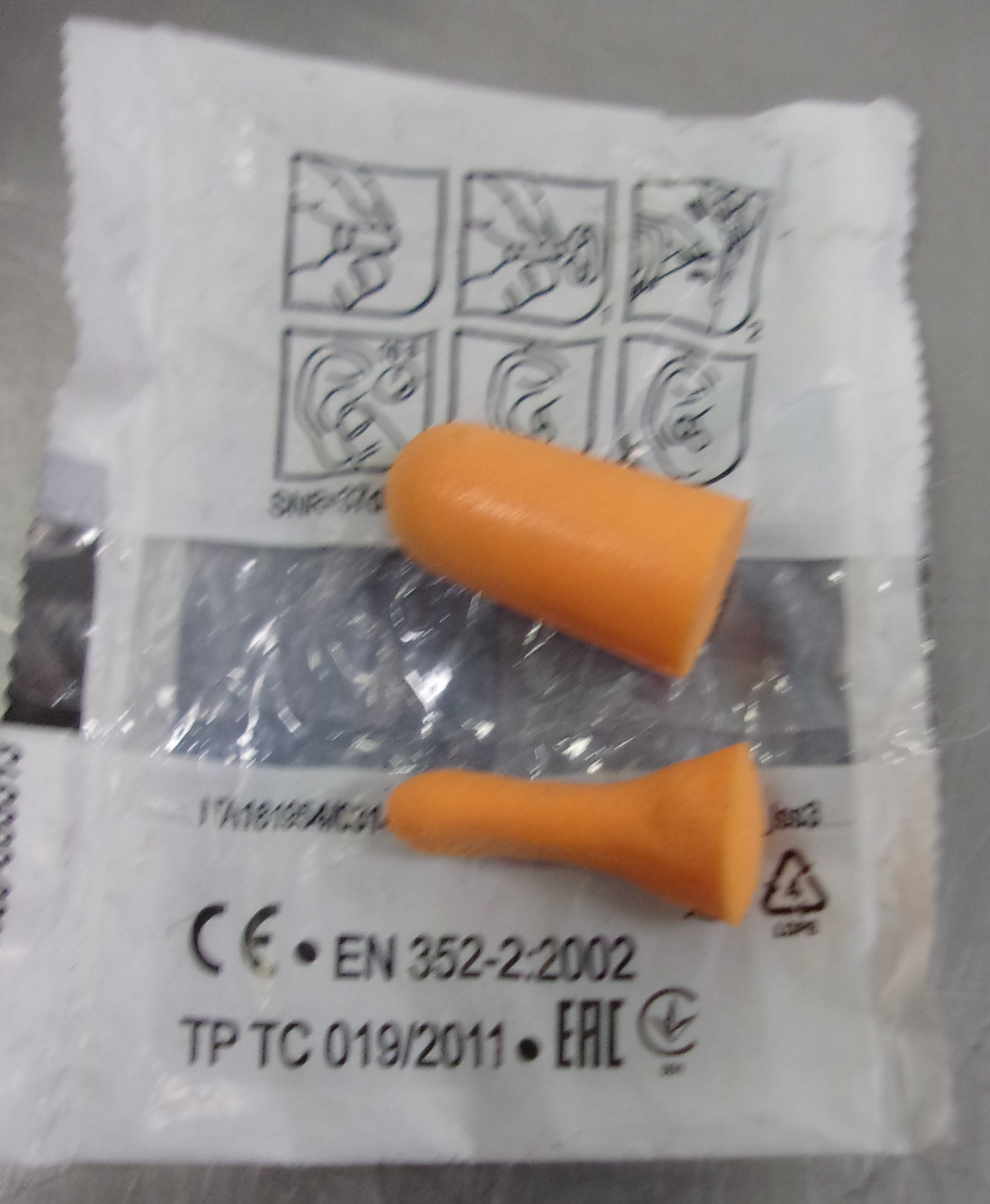
Сжатый и расправившийся вкладыши